# Kolasib
Kolasib är en ort i Indien.   Den ligger i distriktet Kolasib district och delstaten Mizoram, i den östra delen av landet, 1 600 km öster om huvudstaden New Delhi. Kolasib ligger 661 meter över havet och antalet invånare är 25 000.
Terrängen runt Kolasib är kuperad österut, men västerut är den platt. Kolasib ligger uppe på en höjd. Runt Kolasib är det ganska tätbefolkat, med 52 invånare per kvadratkilometer. Det finns inga andra samhällen i närheten. I omgivningarna runt Kolasib växer i huvudsak städsegrön lövskog.